# Densité spectrale
La densité spectrale est un outil mathématique permettant de représenter les différentes composantes spectrales d'un signal et d'en effectuer l'analyse harmonique. Elle est utilisée en particulier en physique, en ingénierie et en traitement du signal.
En physique et en ingénierie, le signal à étudier correspond à une grandeur physique exprimée dans une unité [unit]. En pratique, l'expérimentateur réalise souvent in fine des mesures de tension, qu'il ramène à la grandeur réellement étudiée à l'aide d'un coefficient multiplicatif souvent appelé conventionnellement le Kd (l'unité de Kd est donc le [V⋅unit−1]). 
La grandeur physique représentée sera typiquement (mais bien sûr pas exclusivement), une tension U [V] ou un courant I [A] en électronique, une différence de phase {\displaystyle \phi } [rad] ou de fréquence {\displaystyle \Delta \nu } [Hz] entre deux oscillateurs en temps/fréquences (éventuellement normalisés pour donner les déviations de temps x ou de fréquence normalisée y), ou bien encore une rotation angulaire {\displaystyle \theta } [rad] ou une accélération a (en [m s−2] ou en [gal]) pour les senseurs gravito-inertiels.
Dans toute la suite, nous allons considérer, de façon assez générale, que le signal est représenté par x(t), une fonction réelle de la variable réelle (le temps), correspondant à une grandeur physique de dimension [unit].

## Densité spectrale d'énergie
Pour x de carré sommable (et donc en particulier pour x à support borné...), on définit la transformée de Fourier (TF) X(f) de x(t) par :
{\displaystyle X(f){\stackrel {\Delta }{=}}\int _{-\infty }^{+\infty }x(t)e^{-2\pi ift}dt}
C'est a priori une fonction complexe de la variable réelle, et on a inversement :
{\displaystyle x(t)=\int _{-\infty }^{+\infty }X(f)e^{2\pi ift}df}
La densité spectrale d'énergie du signal x est alors définie par :
{\displaystyle {\rm {DSE}}\;{\stackrel {\Delta }{=}}\;|X(f)|^{2}=X(f)X^{*}(f)}
dont l'unité est le [unit2⋅s2], plus souvent exprimé en [unit2⋅s⋅Hz-1].
Le théorème de Parseval-Plancherel assure alors que
{\displaystyle W=\int _{-\infty }^{+\infty }x^{2}(t)dt=\int _{-\infty }^{+\infty }|X(f)|^{2}df}
La quantité W est conventionnellement appelée l'énergie totale du signal, exprimé en [unit2.s]. La raison en est que, pour une grandeur physique représentant une tension [V] ou encore un courant [A], on peut supposer canoniquement que cette grandeur est mesurée aux bornes, ou à travers, une résistance de 1 ohm. L'énergie totale dissipée (par effet Joule) dans cette résistance de 1 ohm est alors effectivement W (en joules), ce qui justifie la terminologie employée. Pour d'autres types de grandeur physique, la relation à une énergie au sens physique (en joules) n'est pas nécessairement canonique, mais par extension, la terminologie est restée. En outre, et par voie de conséquence, on appellera conventionnellement x2(t) la puissance instantanée du signal x (exprimée en [unit2]), car sa somme temporelle est égale à l'énergie totale.
Si x correspond à un processus stochastique, la densité spectrale d'énergie est en fait définie par l'espérance mathématique (si elle existe) :
{\displaystyle {\rm {DSE}}\;{\stackrel {\Delta }{=}}\;E\left[|X(f)|^{2}\right]}

## Densité spectrale de puissance
Si x(t) n'est pas de carré sommable (ce qui est le cas pour la plupart des processus stochastiques stationnaires), X(f) n'est pas défini au sens des fonctions (elle peut l'être néanmoins au sens des distributions) : l'énergie totale est en général infinie (encore une fois, c'est vrai pour la plupart des processus stochastiques stationnaires).
On définit alors une version tronquée xT(t) de x(t) par :
{\displaystyle x_{T}(t)\;{\stackrel {\Delta }{=}}\;\left\lbrace {\begin{array}{ccc}x(t)&{\rm {pour}}&|t|\leq T\\0&{\rm {pour}}&|t|>T\\\end{array}}\right.}
On a alors {\displaystyle \lim _{T\to \infty }x_{T}(t)=x(t)}.
La fonction tronquée xT est de carré sommable (puisque son support est borné) et sa TF est {\displaystyle X_{T}(f)} exprimée en [unit⋅s].
Si x représente un processus stochastique, on définit la densité spectrale de puissance DSP (si elle existe) par :
{\displaystyle S_{x}(f){\stackrel {\Delta }{=}}\lim _{T\to \infty }{\frac {\mathbb {E} \left[|X_{T}(f)|^{2}\right]}{2T}}}, exprimée en unité [unit2⋅s] ou, le plus souvent [unit2/Hz] (noter que XT(f) est exprimée en [unit⋅s]).
Notons que l'on ne peut pas prendre la limite avant de prendre la moyenne car {\displaystyle \lim _{T\to \infty }|X_{T}(f)|^{2}/2T} n'existe pas, en général, au sens des fonctions. En effet, si x(t) représente une seule réalisation d'un processus stochastique, |XT(f)|2/2T présente des oscillations de plus en plus rapides quand T augmente (« de l'herbe de plus en plus dense »), et n'admet donc pas de limite quand {\displaystyle T\to \infty } (voir à ce propos l'estimation spectrale d'une DSP à l'aide d'un périodogramme).
Pour un processus stochastique stationnaire, le théorème de Wiener-Khintchine montre que :
{\displaystyle S_{x}(f)=\int _{-\infty }^{+\infty }R_{xx}(\tau )e^{-2\pi if\tau }d\tau }
et donc, qu'inversement : {\displaystyle R_{xx}(\tau )=\int _{-\infty }^{+\infty }S_{x}(f)e^{2\pi if\tau }df}
où Rxx({\displaystyle \tau }) est défini comme la fonction d'autocorrélation de x :
{\displaystyle R_{xx}(\tau )\;{\stackrel {\Delta }{=}}\;\mathbb {E} \left[x(t)\cdot x(t+\tau )\right]}
(qui est indépendant de t pour un processus stationnaire, quasiment par définition).
Le théorème de Wiener-Khintchine est si intimement lié à la définition et l'utilisation de la densité spectrale de puissance que certains auteurs définissent directement la DSP par la transformée de Fourier de l'autocorrélation du signal. Cette démarche trivialise alors le théorème de Wiener-Khintchine.
Un autre concept très généralement utilisé est celui de la densité spectrale de puissance unilatérale. En effet, comme x est une fonction réelle, son autocorrélation Rxx est une fonction réelle paire, et la DSP Sx(f) est une fonction réelle, positive et paire. Sans perte d'information, la densité spectrale de puissance unilatérale SxOS(f) (OS pour "One-Sided") est définie comme :
{\displaystyle S_{x}^{\text{OS}}(f)=S_{x}(f)+S_{x}(-f)=2S_{x}(f)} pour f positif ou nul.
Sans plus de précision, quand on parle de "densité spectrale", c'est, normalement, de SxOS(f) dont on veut parler. Certains auteurs peuvent néanmoins parler de "two-sided power spectral density" sans l'expliciter et la plus grande prudence doit être de rigueur.[réf. nécessaire] En tout état de cause, un appareil de mesure renvoyant une estimation de la DSP à l'aide d'un échantillon de données indique la DSP unilatérale. C'est le cas en particulier d'un analyseur à Transformée de Fourier Rapide (FFT - Fast Fourier Transform) communément employé en électronique pour l'évaluation des DSP. 
Le plus souvent, pour exprimer cette DSP unilatérale, on utilise les unités logarithmiques et on l'exprime en [dB(unit2/Hz)], où la valeur en dB est égale à 10 log10 de la valeur en unités "linéaires". On trouve également les notations [dB(unit/rtHz)] ou [dB(unit_rms/rtHz)] pour la même quantité.

## Estimation de la Densité Spectrale de Puissance
En pratique, on mesure un processus quel qu'il soit pendant un temps fini et donc on n'a accès qu'à un échantillon fini de données correspondantes au signal. Par ailleurs, le plus souvent, on n'a accès qu'à une seule réalisation expérimentale et pour un processus stochastique stationnaire on doit utiliser l'hypothèse ergodique pour en déduire un comportement sur un grand nombre de réalisations expérimentales. Par conséquent, on ne peut qu'estimer la DSP à partir d'un échantillon de données limité. Plusieurs méthodes numériques existent, toutes entachées d'erreurs plus ou moins embêtantes, et il conviendra de choisir la méthode la plus adaptée en fonction de la nature des données enregistrées (échantillonnage régulier ou pas par exemple...) et de la caractéristique de la DSP que l'on s'attache le plus à mesurer (priorité à la résolution ou à l'exactitude de la mesure...).
Voici une liste non exhaustive de techniques employées pour l'estimation d'une DSP à partir d'un échantillonnage limité des données :
- à base de Périodogramme, calculé par Transformée de Fourier discrète. Il s'agit, de loin, de la méthode la plus classique. Elle nécessite un échantillonnage régulier. Plusieurs variantes sont possibles (fenêtrages, découpage en sous segments de données avec recouvrement ou pas et moyennage, etc.). Très synthétiquement, l'idée est ici, pour un signal unique, échantillonné (toutes les dt secondes) pendant un temps total T=Nxdt (où N est le nombre total d'échantillons disponibles), de décomposer l'intervalle [0,T] en M sous-ensembles de tailles identiques (il faut que M soit un diviseur de N). Le calcul de la transformée de Fourier discrète des N/M échantillons de chaque sous-ensemble fournit M périodogrammes. Par l'hypothèse ergodique, la moyenne des M périodogrammes fournit une bonne estimation de la densité spectrale de puissance quand M tend vers l'infini, c'est la méthode de Welch. La technique de fenêtrage vise à améliorer l'estimation donnée par cette méthode quand le nombre de périodogrammes moyenné est limité. Elle consiste à multiplier les données de chacun des M segments par une fenêtre d'apodisation (qui tend vers zéro sur les bords gauche et droit de l'échantillon) de forme variable selon la caractéristique de la DSP auquel on s'intéresse le plus particulièrement. Les fenêtres les plus usuellement utilisées (en tout cas dans les instruments types analyseurs FFT) sont les fenêtres de Barlett, Hann (ou Hanning), Hamming et Blackman-Harris (ou Blackman). En outre, on peut également améliorer le moyennage en décomposant l'échantillon total en sous-ensembles avec recouvrement.
- ARMA
- Multitaper (utile pour réduire le biais de l'estimation quand le nombre d'échantillons est faible)
- Least-squares spectral analysis (LSSA), on ajuste les données par des sinus et cosinus de fréquences fixes... utiles si l'échantillonnage n'est pas régulier.
- Estimation du spectre par maximisation de l'entropie (basé sur la théorie des chaines de Markov)